# Тумед – Правий стяг
40°33′45″ пн. ш. 110°31′11″ сх. д. / 40.56246° пн. ш. 110.51968° сх. д.
Тумед – Правий стяг (кит. 土默特右旗, пін. Tŭmòtè Yòuqí) — один із повітів КНР у складі префектури Баотоу, Внутрішня Монголія. Адміністративний центр — містечко Салачи.

## Географія
Тумед – Правий стяг лежить на висоті близько 1000 метрів над рівнем моря в горах Даціншань на північ від Хуанхе.

### Клімат
Повіт знаходиться у зоні, котра характеризується кліматом помірних степів. Найтепліший місяць — липень із середньою температурою 23,3 °C. Найхолодніший місяць — січень, із середньою температурою -10,5 °С.
| Клімат повіту Тумед – Правий стяг | Клімат повіту Тумед – Правий стяг | Клімат повіту Тумед – Правий стяг | Клімат повіту Тумед – Правий стяг | Клімат повіту Тумед – Правий стяг | Клімат повіту Тумед – Правий стяг | Клімат повіту Тумед – Правий стяг | Клімат повіту Тумед – Правий стяг | Клімат повіту Тумед – Правий стяг | Клімат повіту Тумед – Правий стяг | Клімат повіту Тумед – Правий стяг | Клімат повіту Тумед – Правий стяг | Клімат повіту Тумед – Правий стяг | Клімат повіту Тумед – Правий стяг |
| Показник                          | Січ.                              | Лют.                              | Бер.                              | Квіт.                             | Трав.                             | Черв.                             | Лип.                              | Серп.                             | Вер.                              | Жовт.                             | Лист.                             | Груд.                             | Рік                               |
| Середній максимум, °C             | −3,8                              | 1,4                               | 8,6                               | 17,6                              | 24,2                              | 28,4                              | 29,4                              | 27                                | 22,7                              | 15,6                              | 5,7                               | −2                                | 14,6                              |
| Середня температура, °C           | −10,5                             | −5,5                              | 1,8                               | 10,3                              | 17,3                              | 21,8                              | 23,3                              | 21,1                              | 15,8                              | 8,5                               | −0,7                              | −8,2                              | 7,9                               |
| Середній мінімум, °C              | −16,4                             | −11,6                             | −4,2                              | 3                                 | 9,8                               | 14,6                              | 17,3                              | 15,5                              | 9,6                               | 2,5                               | −5,8                              | −13,4                             | 1,7                               |
| Норма опадів, мм                  | 1.5                               | 3.6                               | 10.7                              | 12.7                              | 33.5                              | 35.7                              | 91.6                              | 92.2                              | 43.7                              | 19.5                              | 4.4                               | 2.5                               | 351.6                             |
| Вологість повітря, %              | 58                                | 51                                | 45                                | 38                                | 40                                | 48                                | 62                                | 67                                | 62                                | 56                                | 57                                | 58                                | 53.5                              |
| --------------------------------- | --------------------------------- | --------------------------------- | --------------------------------- | --------------------------------- | --------------------------------- | --------------------------------- | --------------------------------- | --------------------------------- | --------------------------------- | --------------------------------- | --------------------------------- | --------------------------------- | --------------------------------- |
| Джерело: data.cma.cn              |                                   |                                   |                                   |                                   |                                   |                                   |                                   |                                   |                                   |                                   |                                   |                                   |                                   |